# Malerfürst
Malerfürst ist eine Bezeichnung für die erfolgreichen Salonmaler der Gründerzeit, die in den 1870er und 1880er Jahren – mit dem raschen Anwachsen eines zahlungsfähigen, auf Selbstdarstellung bedachten großbürgerlichen Privatpublikums – in den großen Kunstzentren wie München, Wien, Düsseldorf oder Krakau den Geschmack bestimmten. Sie malten vor allem prunkvolle großformatige Porträts im Auftrag hochgestellter Persönlichkeiten und Fürsten, waren anders als die Hofmaler mit ihrer lebenslangen Anstellung jedoch Ausstellungskünstler und unabhängige Kulturunternehmer mit geschickten Vermarktungsstrategien. Oft wurden sie zu Idolen ihrer Zeit. Reich geworden im Boom der Gründerjahre, präsentierten sie diesen Reichtum durch aufwändige Selbstinszenierungsstrategien.

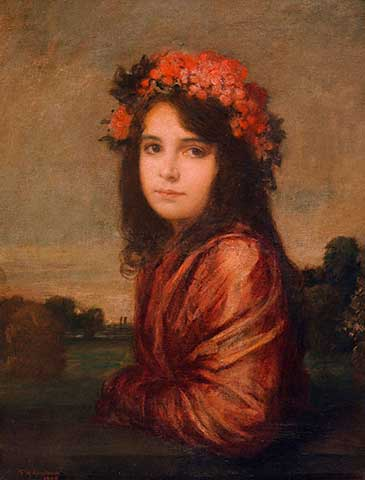
Friedrich August von Kaulbach: Porträt der Eleonora Duse

## Beispiele
Viele Malerfürsten waren ihrer Herkunft nach Söhne kleiner Angestellter, Handwerker- oder Bauernsöhne. Manchmal wurden sie nobilitiert, was dem Begriff Malerfürst eine zusätzliche Bedeutung gab, die über den von ihnen inszenierten pompös-fürstengleichen Lebensstil hinausging. Friedrich August von Kaulbach, einer der bestbezahlten deutschen Porträtmaler, erbte den Adelstitel schon von seinem Vater, dem Historienmaler Wilhelm von Kaulbach. Zu den wegen ihrer Leistungen oder Erfolge nobilitierten Malerfürsten zählen in München Franz von Lenbach (zunächst im fiktiven Adelsstand, 1882 tatsächlich geadelt), Franz von Stuck (1906) und Frederic Leighton (1886 Baron Leighton) in England. Hans Makart wurde auf Anordnung von Kaiser Franz Joseph I. ein Atelier in Wien eingerichtet. 
Kaulbach, Lenbach und Stuck waren auch Professoren an der Akademie der Bildenden Künste München. 
Als Malerfürsten wurden auch Andreas Achenbach und Friedrich Klein-Chevalier in Düsseldorf, Jan Matejko in Krakau sowie Mihály von Munkácsy bezeichnet. Munkácsy, geboren in der heutigen Slowakei, lebte lange in Paris; er hatte zunächst Bibelszenen und realistische Bilder aus dem Alltagsleben kleiner Leute gemalt. In Preußen hielt Anton von Werner, der vergleichbare Bilder schuf, aber eher noch den Typ des Hofmalers verkörperte, auch auf dem Gipfel seines Erfolgs Kontakt zu allen Gesellschaftsschichten.

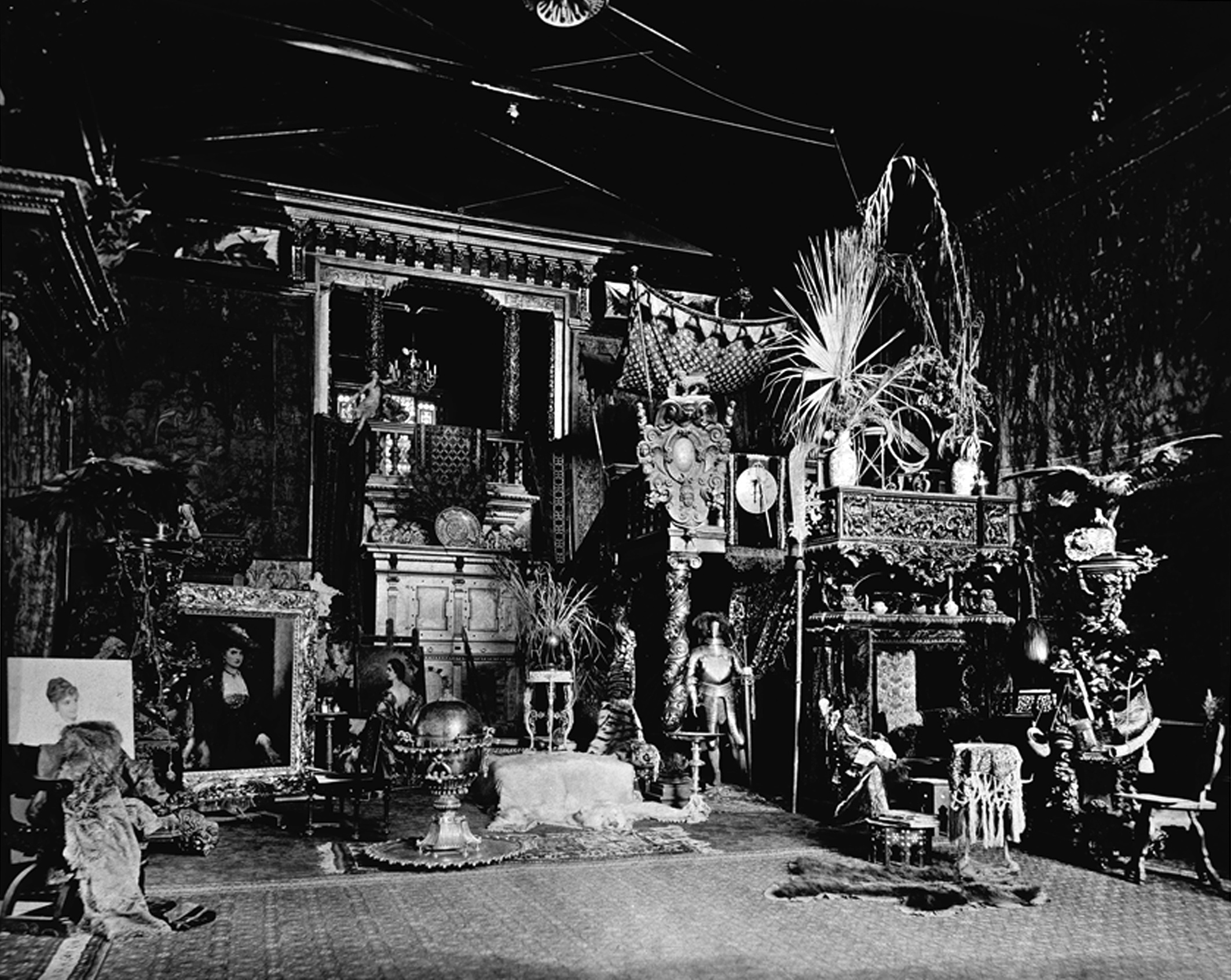
Makarts Atelier um 1875

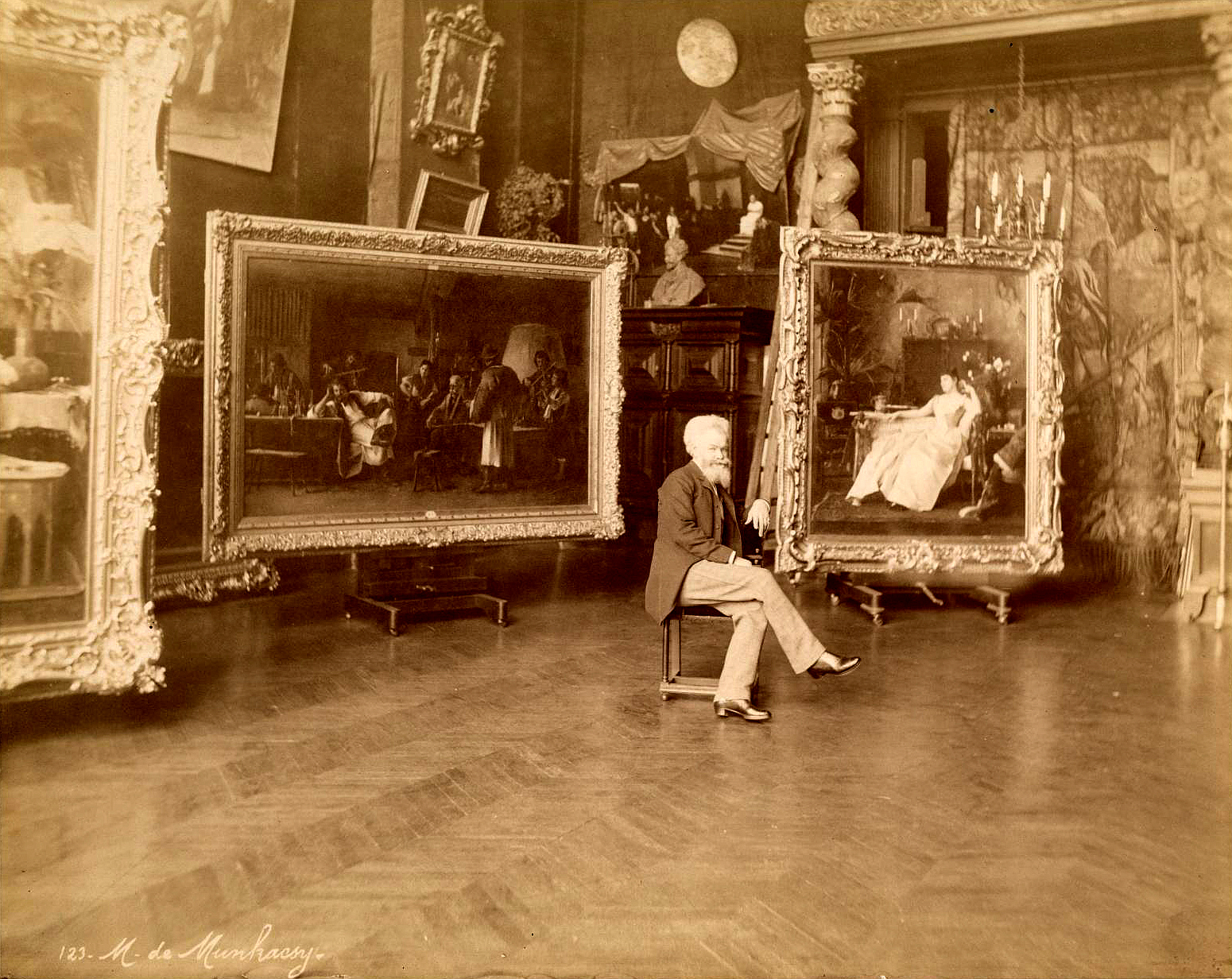
Mihály Munkácsy in seinem Atelier in Paris

## Neue Vermarktungsstrategien
Die von ihnen gemalten Porträts im Auftrage von Fürsten und Staatsmännern wurden in ihren eigenen Ateliers oder auf großen Ausstellungen (Salons) ausgestellt und auf den Geschmack des reichen Publikums ausgerichtet („Salonmalerei“). Die Porträts von Prominenten waren zugleich wirksame Instrumente der Werbung; So malte Lenbach allein 80 Bismarck-Porträts. Fast alle Malerfürsten schufen auch Selbstporträts in fürstlicher Pose. Daneben entstanden auch allegorische oder großformatige Historienbilder. Die Salonkunst sprach vor allem das an Prunk gewöhnte Großbürgertum in den katholischen Teilen Deutschlands und in Österreich-Ungarn an. Die Ateliers der Malerfürsten verwandelten sich in exklusive Showrooms, sie waren ausstaffiert mit kostbaren Möbeln und exotischen Fundstücken. Berühmt wurden ihre exklusiven Feste mit ausgewähltem Publikum. Die Freilichtmalerei des Impressionismus, die sich nach 1880 auch in Deutschland verbreitete, führte jedoch dazu, dass die Bedeutung der Salonmalerei rasch zurückging.

## „Malerfürsten“ im heutigen Sprachgebrauch
Peter Paul Rubens galt erst im Bewusstsein der Nachwelt als Künstlerfürst. Auch heute spricht man wieder von Malerfürsten, so z. B. in Bezug auf Ernst Fuchs oder Markus Lüpertz wegen der sorgfältigen Inszenierung ihrer Auftritte.